# Pobre señorita Limantour
Pobre señorita Limantour es una telenovela mexicana dirigida por Pedro Damián y producida por Carla Estrada para la empresa Televisa y transmitida por El Canal de las Estrellas entre el 23 de marzo y el 23 de octubre de 1987. 
Fue protagonizada por Ofelia Cano y Víctor Cámara, con las participaciones antagónicas de Úrsula Prats, Manuel Saval, Julieta Egurrola, Patsy y Beatriz Sheridan y cuenta con las actuaciones estelares de Silvia Derbez, Roberto Ballesteros, Alicia Rodríguez, Gustavo Rojo y la primera actriz Queta Lavat y las presentaciones estelares en las telenovelas de Thalía y Franco. Está basada en la radionovela Regina Carbonell, original de Inés Rodena.

## Argumento
Regina Limantour (Ofelia Cano) es una joven honesta que vive junto a su tía Bernarda (Beatriz Sheridan) y su hermana Doris (Patsy). Bernarda es una mujer cruel que se divierte humillando y burlándose de Regina, llamándola "Pobre señorita Limantour". A la muerte de Bernarda, Regina es animada por Pilar (Aurora Molina) una mujer que le ha tomado cariño a la muchacha, para que se supere y se convierta en lo que tanto desea: enfermera. Regina escucha su consejo y finalmente logra sacar su carrera adelante. Empieza a trabajar en un hospital donde conocerá a un futuro doctor: Julio Adrián Montesinos (Víctor Cámara), un joven rico de quien se enamora a pesar de las advertencias de sus compañeras de trabajo, ya que Julio Adrián tiene fama de irresponsable y mujeriego. Sin embargo, su amor deberá enfrentar muchos obstáculos, el más grande de ellos se llama Greta Torreblanca (Úrsula Prats), una mujer inescrupulosa que se obsesiona con Julio Adrián y hará cualquier cosa con tal de separarlo de Regina. A este triángulo amoroso se suma Armando (Manuel Saval), un joven doctor que se enamora sinceramente de Regina y lucha por ganarse su amor, ya que considera que Julio Adrián no la merece porque, haciendo honor a su mala fama, gusta burlarse de las mujeres.
Paralelamente se desarrolla una historia de igual intensidad dramática, en la que son protagonistas Doris, la hermana de Regina, y Augusto (Juan Peláez), un hombre acomodado casado con Soledad (Alicia Rodríguez)  y padre de dos hijos, Dina (Thalía) y Pepito (Christopher Lago). Doris es una joven ambiciosa, manipuladora y tan cruel como fuera su tía Bernarda; se convierte en amante de Augusto a quien constantemente le exige dinero y regalos, hasta que le dice que deje a su familia y se case con ella. La infidelidad de Augusto provoca un quiebre familiar, Augusto y Soledad ya no se hablan y Dina, una jovencita caprichosa, idolatra ciegamente a su padre y desprecia los esfuerzos que hace su madre para tratar de mantener unida a su familia. Finalmente, la catástrofe caerá sobre la familia cuando Dina descubra que su padre mantiene una relación extramarital con su media hermana, debido a que Soledad tuvo una aventura amorosa en el pasado de la cual nació Doris.
Cuando el secreto sale a la luz, el impacto es tan grande que provoca que su padre enferme gravemente y desencadene una tragedia terrible.

## Elenco
- Ofelia Cano - Regina Limantour García
- Víctor Cámara - Julio Adrián Montesinos
- Úrsula Prats - Greta Torreblanca
- Juan Peláez - Augusto Martínez
- Alicia Rodríguez - Soledad García
- Gustavo Rojo - Raul Laza
- Silvia Derbez - Pastora López
- Aurora Molina - Pilar
- Patsy - Doris Limantour García
- Ana Luisa Peluffo - Armida de Torreblanca
- Adriana Laffan - Luz María
- Maritza Olivares - Patricia
- Martha Zamora - Catalina
- Ezequiel Alarcon Cisneros - Pedro Romo
- Manuel Saval - Armando Corona
- Beatriz Sheridan - Bernarda Limantour
- Julieta Egurrola - Antonia Delgado "Toña"
- Thalía - Dina Martínez
- Franco - Franco
- Meche Barba - Malena
- Roberto Ballesteros - Germán Balmaceda
- Queta Lavat - Imelda Laza
- Rafael Rojas - Alfonso Mijares
- Nerina Ferrer - Sor Angelina
- Christopher Lago - Pepito Martínez
- Raúl Meraz - Raymundo Torreblanca
- Rebeca Mankita - Kathy
- Marcela Páez - Susana
- Omar Fierro - Ulises Hernández
- Bárbara Gil - Cristina Montesinos
- Fabiola Elenka Tapia - Clarita
- Inés Morales - Inés
- Arturo Benavides
- Carmen Amezcua - Josefina
- Rosalinda España
- Jorge Lavat - Maximo
- Ana Bertha Espín - Rita Balmaceda
- Irma Torres - Doña Lola
- Bertha Cervera
- Nadia Haro Oliva
- América Gabriel
- Ana María Aguirre - Fanny
- Ricardo Vera
- Lucía Carrasco
- Eduardo Díaz Reyna
- Lorena Rivero
- Arturo Guízar
- Margarita Oropeza
- Patricia Arredondo
- Benjamín Islas
- Gabriela Cano

## Premios y nominaciones

### Premios TVyNovelas 1988
| Categoría     | Nominada     | Resultado |
| ------------- | ------------ | --------- |
| Mejor villana | Úrsula Prats | Nominada  |

## Versiones
- Pobre señorita Limantour es una versión de la telenovela venezolana Regina Carbonell producida por RCTV en 1972 y protagonizada por Doris Wells y Raúl Amundaray.
- En 2005 se hizo una versión titulada El amor no tiene precio, producida por Fonovideo-Miami y protagonizada por Susana González y Víctor Noriega. Esta versión a su vez, se fusionó con la telenovela El precio de un hombre de Caridad Bravo Adams.